# João Vieira Pinto
João Manuel Vieira Pinto (n. 19 august 1971, Porto, Portugalia) este un fost fotbalist portughez care juca pe postul de atacant. El a reprezentat echipa națională de fotbal a Portugaliei la un Campionatul Mondial și la două Campionate Europene de Fotbal.

## Palmares

### Club
Boavista
- Taça de Portugal: 1991–92

Benfica
- Primeira Liga: 1993–94
- Taça de Portugal: 1992–93, 1995–96

Sporting
- Primeira Liga: 2001–02
- Taça de Portugal: 2001–02
- Supertaça Cândido de Oliveira: 2001

### Națională
- Campionatul European de Fotbal

Locul 3: 2000
- Campionatul Mondial de Fotbal U-20: 1989, 1991
- Campionatul European Under-21

Vice-campion: 1994
- Campionatul European Under-18

Vice-campion: 1988

### Individual
- Portuguese Footballer of the Year: 1992, 1993, 1994
- Portuguese League Player of the Month: February 2006

## Statistici

### Club
| Club              | Sezon        | Campionat | Campionat | Cupă    | Cupă   | Europa  | Europa | Total   | Total  |
| Club              | Sezon        | Meciuri   | Goluri    | Meciuri | Goluri | Meciuri | Goluri | Meciuri | Goluri |
| ----------------- | ------------ | --------- | --------- | ------- | ------ | ------- | ------ | ------- | ------ |
| Boavista          | 1988–89      | 6         | 0         | 0       | 0      | 0       | 0      | 6       | 0      |
| Boavista          | 1989–90      | 11        | 3         | 0       | 0      | 2       | 2      | 13      | 5      |
| Boavista          | Total        | 17        | 3         | 0       | 0      | 2       | 2      | 19      | 5      |
| Atlético Madrid B | 1990–91      | 0         | 0         | 0       | 0      | 0       | 0      | 0       | 0      |
| Atlético Madrid B | Total        | 0         | 0         | 0       | 0      | 0       | 0      | 0       | 0      |
| Boavista          | 1991–92      | 34        | 8         | 5       | 0      | 4       | 0      | 43      | 8      |
| Boavista          | Total        | 34        | 8         | 5       | 0      | 4       | 0      | 43      | 8      |
| Benfica           | 1992–93      | 21        | 7         | 6       | 1      | 4       | 1      | 31      | 9      |
| Benfica           | 1993–94      | 34        | 15        | 2       | 1      | 8       | 2      | 44      | 18     |
| Benfica           | 1994–95      | 24        | 4         | 5       | 1      | 7       | 1      | 36      | 6      |
| Benfica           | 1995–96      | 31        | 18        | 6       | 4      | 5       | 1      | 42      | 23     |
| Benfica           | 1996–97      | 28        | 7         | 6       | 6      | 6       | 3      | 40      | 16     |
| Benfica           | 1997–98      | 25        | 6         | 3       | 1      | 2       | 0      | 30      | 7      |
| Benfica           | 1998–99      | 28        | 4         | 1       | 0      | 7       | 3      | 36      | 7      |
| Benfica           | 1999–00      | 29        | 3         | 1       | 0      | 5       | 0      | 35      | 3      |
| Benfica           | Total        | 220       | 64        | 30      | 14     | 44      | 11     | 294     | 89     |
| Sporting          | 2000–01      | 31        | 6         | 5       | 1      | 5       | 0      | 41      | 7      |
| Sporting          | 2001–02      | 33        | 9         | 6       | 2      | 5       | 1      | 44      | 12     |
| Sporting          | 2002–03      | 25        | 8         | 1       | 0      | 0       | 0      | 26      | 8      |
| Sporting          | 2003–04      | 26        | 5         | 1       | 0      | 4       | 0      | 31      | 5      |
| Sporting          | Total        | 115       | 28        | 13      | 3      | 14      | 1      | 142     | 32     |
| Boavista          | 2004–05      | 26        | 2         | 4       | 1      | 0       | 0      | 30      | 3      |
| Boavista          | 2005–06      | 31        | 9         | 1       | 1      | 0       | 0      | 32      | 10     |
| Boavista          | Total        | 57        | 11        | 5       | 2      | 0       | 0      | 62      | 13     |
| Braga             | 2006–07      | 24        | 2         | 0       | 0      | 0       | 0      | 24      | 2      |
| Braga             | 2007–08      | 9         | 1         | 0       | 0      | 0       | 0      | 9       | 1      |
| Braga             | Total        | 33        | 3         | 0       | 0      | 0       | 0      | 33      | 3      |
| Career total      | Career total | 476       | 117       | 56      | 20     | 75      | 15     | 605     | 152    |

## Goluri internaționale
| #  | Data              | Stadion                                                   | Oponent       | Scor | Rezultat | Competiția                                             |
| -- | ----------------- | --------------------------------------------------------- | ------------- | ---- | -------- | ------------------------------------------------------ |
| 1  | 20 noiembrie 1991 | Estádio da Luz (1954), Lisabona, Portugalia               | Grecia        | 1–0  | 1–0      | Preliminariile Campionatului European de Fotbal 1992   |
| 2  | 19 iunie 1993     | Estádio do Bessa, Porto, Portugalia                       | Malta         | 3–0  | 4–0      | Calificările pentru Campionatul Mondial de Fotbal 1994 |
| 3  | 13 octombrie 1993 | Estádio das Antas, Porto, Portugalia                      | Elveția       | 1–0  | 1–0      | Calificările pentru Campionatul Mondial de Fotbal 1994 |
| 4  | 9 octombrie 1994  | Stadionul Daugava (Riga), Riga, Letonia                   | Letonia       | 0–1  | 1–3      | Preliminariile Campionatului European de Fotbal 1996   |
| 5  | 9 octombrie 1994  | Stadionul Daugava (Riga), Riga, Letonia                   | Letonia       | 0–2  | 1–3      | Preliminariile Campionatului European de Fotbal 1996   |
| 6  | 18 decembrie 1994 | Estádio da Luz (1954), Lisabona, Portugalia               | Liechtenstein | 4–0  | 8–0      | Preliminariile Campionatului European de Fotbal 1996   |
| 7  | 19 iunie 1996     | City Ground, Nottingham, Anglia                           | Croația       | 0–2  | 0–3      | UEFA Euro 1996                                         |
| 8  | 5 octombrie 1996  | Olimpiysky National Sports Complex, Kiev, Ucraina         | Ucraina       | 1–1  | 2–1      | Calificările pentru Campionatul Mondial de Fotbal 1998 |
| 9  | 7 iunie 1997      | Estádio das Antas, Porto, Portugalia                      | Albania       | 1–0  | 2–0      | Calificările pentru Campionatul Mondial de Fotbal 1998 |
| 10 | 14 octombrie 1998 | Štadión Pasienky, Bratislava, Slovacia                    | Slovacia      | 0–1  | 0–3      | Preliminariile Campionatului European de Fotbal 2000   |
| 11 | 14 octombrie 1998 | Štadión Pasienky, Bratislava, Slovacia                    | Slovacia      | 0–2  | 0–3      | Preliminariile Campionatului European de Fotbal 2000   |
| 12 | 26 martie 1999    | Estádio D. Afonso Henriques (1965), Guimarães, Portugalia | Azerbaidjan   | 2–0  | 7–0      | Preliminariile Campionatului European de Fotbal 2000   |
| 13 | 26 martie 1999    | Estádio D. Afonso Henriques (1965), Guimarães, Portugalia | Azerbaidjan   | 5–0  | 7–0      | Preliminariile Campionatului European de Fotbal 2000   |
| 14 | 9 iunie 1999      | Estádio Municipal de Coimbra, Coimbra, Portugalia         | Liechtenstein | 2–0  | 8–0      | Preliminariile Campionatului European de Fotbal 2000   |
| 15 | 9 iunie 1999      | Estádio Municipal de Coimbra, Coimbra, Portugalia         | Liechtenstein | 5–0  | 8–0      | Preliminariile Campionatului European de Fotbal 2000   |
| 16 | 9 iunie 1999      | Estádio Municipal de Coimbra, Coimbra, Portugalia         | Liechtenstein | 6–0  | 8–0      | Preliminariile Campionatului European de Fotbal 2000   |
| 17 | 18 august 1999    | Estádio Nacional, Lisabona, Portugalia                    | Andorra       | 2–0  | 4–0      | Meci amical                                            |
| 18 | 9 octombrie 1999  | Estádio da Luz (1954), Lisabona, Portugalia               | Ungaria       | 2–0  | 3–0      | Preliminariile Campionatului European de Fotbal 2000   |
| 19 | 12 iunie 2000     | Philips Stadion, Eindhoven, Olanda                        | Anglia        | 2–2  | 3–2      | UEFA Euro 2000                                         |
| 20 | 16 august 2000    | Estádio do Fontelo, Viseu, Portugalia                     | Lituania      | 1–0  | 5–1      | Meci amical                                            |
| 21 | 6 iunie 2001      | Estádio José Alvalade (1956), Lisabona, Portugalia        | Cipru         | 5–0  | 6–0      | Calificările pentru Campionatul Mondial de Fotbal 2002 |
| 22 | 6 iunie 2001      | Estádio José Alvalade (1956), Lisabona, Portugalia        | Cipru         | 6–0  | 6–0      | Calificările pentru Campionatul Mondial de Fotbal 2002 |
| 23 | 6 octombrie 2001  | Estádio da Luz (1954), Lisabona, Portugalia               | Estonia       | 1–0  | 5–0      | Calificările pentru Campionatul Mondial de Fotbal 2002 |